# Phú Thọ (An Giang)
Phú Thọ is een xã in het district Phú Tân, een van de districten in de Vietnamese provincie An Giang in de Mekong-delta.